# Jelcz M181
Jelcz M181 Tantus — польский сочленённый автобус, выпускавшийся компанией Jelcz в 1996—2007 годах.

## История
В конце 1995 года был представлен автобус Jelcz M181MB с двигателем MB OM447hLa мощностью 300 л. с. Серийно автобус производится с 1996 года.
Через несколько месяцев автобус был модернизирован. С 1997 года производилась также модель Jelcz M181M с дизельным двигателем внутреннего сгорания MAN D0826 LUH13 мощностью 260 л. с.
В 2000 году автобус вновь был модернизирован. Также в единственном экземпляре производилась модель M181M/2 с дизельным двигателем внутреннего сгорания MAN D2866 LUH мощностью 310 л. с.
С 2002 года автобус оборудовался шарниром Hubner. В 2005 году автобус был модернизирован в третий раз.
Производство автобусов Jelcz M181 завершилось в 2008 году, но их эксплуатация продолжается.